# Cámara de tortura

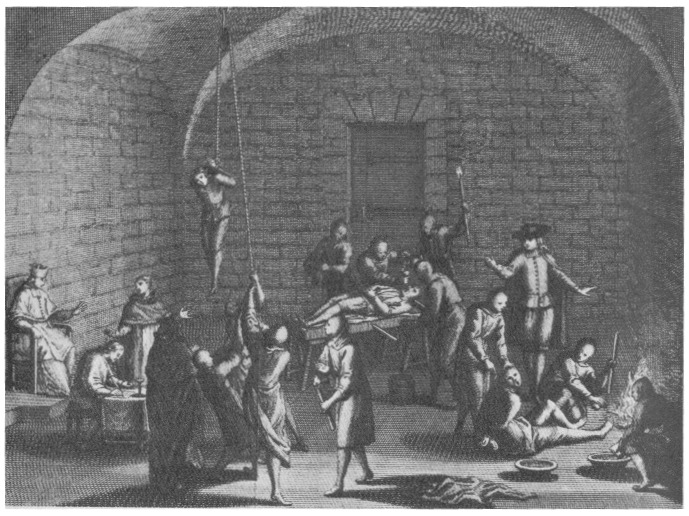
Cámara de tortura de la inquisición (Imagen de 1761).

Una cámara de tortura es un lugar en el que se llevan a cabo actividades de tortura.

## Historia
A través de la historia las cámaras de tortura se han utilizado en una multiplicidad de maneras que empieza en la época romana. El uso de la cámara de tortura durante la Edad Media era frecuente. La persecución religiosa, social y política condujo al uso extenso de la tortura durante ese tiempo. Las cámaras de tortura también fueron utilizados durante la inquisición española y en la torre de Londres.

## Cámaras de tortura en la era moderna

### Alemania nazi y Sudamérica
Los usuarios tradicionales de la tortura de épocas modernas han sido gobiernos dictatoriales, por ejemplo, los nazis y la dictadura chilena conducidos por Augusto Pinochet así como otros regímenes sudamericanos. Estos regímenes también han utilizado cámaras de tortura. La sensación de aislamiento dentro de las cámaras nazis de tortura era tan fuerte que el autor y víctima, K. Zetnik, durante su testimonio en el juicio de Adolf Eichmann en Jerusalén en 1961, los ha descrito como otra galaxia.

### Europa
El uso de cámaras de tortura también fue extendido en Europa durante los años de la junta militar griega. Alexandros Panagoulis y Tagmatarkhis Spyros Moustaklis son ejemplos de personas torturadas en las unidades de la célula de la interrogación de EAT/ESA (policía militar griega). Otro ejemplo de cámara de tortura, no conocido por muchos, es Las Torres de los Ladrones en la región de Alsacia de Francia. Una vez que una torre usada para la tortura, ahora es un museo pequeño que exhibe los instrumentos usados sobre los presos para conseguir confesar los crímenes.

## Cultura

### Literatura
- En la novela famosa 1984 de George Orwell y en su película homónima del mismo año, el sitio 101 es una cámara de tortura.
- En la novela de Gastón Leroux El fantasma de la ópera, la cámara de tortura de Erik (el fantasma) consistía en un cuarto hexagonal alineado con espejos en cada pared. Las temperaturas varían dentro del cuarto, y pronto, sin el alimento o el agua, la gente atrapada allí dentro allí comienza a tener alucinaciones. Hay un árbol de hierro allí dentro con un lazo debajo, con el cual pueden suicidarse, que es la única salida.

## Película
En película las cámaras de tortura también se conocen como cámaras de los horrores, en donde la palabra horror indica tortura o asesinato o una combinación de ambos. Un buen ejemplo es la cámara de tortura representada en la película clásica de terror El hoyo y el péndulo (1961).

### Lista de películas relacionadas con cámaras de los horrores
- Chamber of horrors es una película clásica de serie B de 1966.
- Hostel es una película de 2006.
- Cell zero una película sobre las cámaras de tortura de la Policía Militar Griega
- La serie Saw.